# Catherine Rousselet
Cathérine Rousselet-Ceretti (Parigi, 17 maggio 1943) è un'ex schermitrice francese, vincitrice di due medaglie di bronzo ai campionati mondiali di scherma.